# Kabinet-Luther I

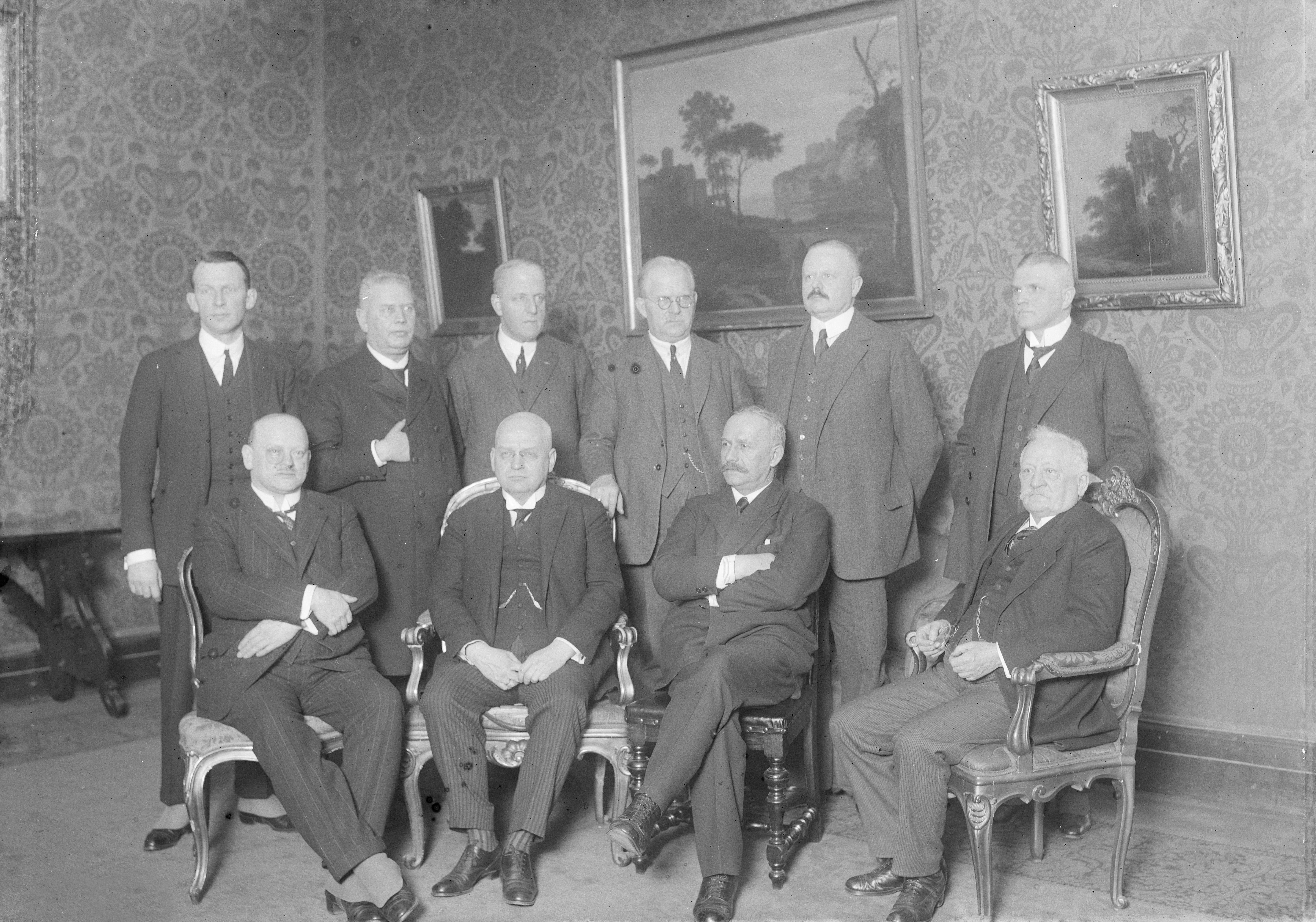
Kabinet-Luther I

Het Kabinet-Luther I regeerde in de Weimarrepubliek van 15 januari 1925 tot 20 januari 1926.

## Kabinet–Luther I
| Ambtsbekleder | Ambtsbekleder      | Ambtsbekleder                  | Functie(s)                            | Ambtstermijn     | Ambtstermijn     | Partij(en) |
| ------------- | ------------------ | ------------------------------ | ------------------------------------- | ---------------- | ---------------- | ---------- |
|               | Hans Luther        | Hans Luther (1879–1962)        | Rijkskanselier                        | 15 januari 1925  | 12 mei 1926      | O          |
| Vacant        | Vacant             | Vacant                         | Vicekanselier                         |                  |                  |            |
|               | Martin Schiele     | Martin Schiele (1870–1939)     | Rijksminister van Binnenlandse Zaken  | 15 januari 1925  | 23 oktober 1925  | DNVP       |
|               | Otto Geßler        | Otto Geßler (1875–1955)        | Rijksminister van Binnenlandse Zaken  | 23 oktober 1925  | 20 januari 1926  | DDP        |
|               | Gustav Stresemann  | Gustav Stresemann (1878–1929)  | Rijksminister van Buitenlandse Zaken  | 13 augustus 1923 | 3 oktober 1929   | DVP        |
|               | Otto von Schlieben | Otto von Schlieben (1875–1932) | Rijksminister van Financiën           | 15 januari 1925  | 23 oktober 1925  | DNVP       |
|               | Hans Luther        | Hans Luther (1879–1962)        | Rijksminister van Financiën           | 23 oktober 1925  | 20 januari 1926  | O          |
|               | Josef Frenken      | Josef Frenken (1854–1943)      | Rijksminister van Justitie            | 15 januari 1925  | 20 november 1925 | DZ         |
|               | Hans Luther        | Hans Luther (1879–1962)        | Rijksminister van Justitie            | 20 november 1925 | 20 januari 1926  | O          |
|               | Albert Neuhaus     | Albert Neuhaus (1873–1948)     | Rijksminister van Economische Zaken   | 15 januari 1925  | 25 oktober 1925  | DVP        |
|               | Rudolf Krohne      | Rudolf Krohne (1876–1953)      | Rijksminister van Economische Zaken   | 25 oktober 1925  | 20 januari 1926  | DVP        |
|               | Otto Geßler        | Otto Geßler (1875–1955)        | Rijksminister van Defensie            | 22 maart 1920    | 20 januari 1928  | DDP        |
|               | Heinrich Brauns    | Heinrich Brauns (1868–1939)    | Rijksminister van Arbeid              | 20 juni 1920     | 12 juni 1928     | DZ         |
|               | Rudolf Krohne      | Rudolf Krohne (1876–1953)      | Rijksminister van Verkeer             | 12 oktober 1924  | 30 januari 1927  | DVP        |
|               | Gerhard von Kanitz | Gerhard von Kanitz (1885–1949) | Rijksminister van Voedsel en Landbouw | 6 oktober 1923   | 20 januari 1926  | O          |
|               | Karl Stingl        | Karl Stingl (1864–1936)        | Rijksminister van Posterijen          | 15 januari 1925  | 12 mei 1926      | BVP        |
|               | Josef Frenken      | Josef Frenken (1854–1943)      | Rijksminister van Bezette Gebieden    | 15 januari 1925  | 20 november 1925 | DZ         |
|               | Hans Luther        | Hans Luther (1879–1962)        | Rijksminister van Bezette Gebieden    | 20 november 1925 | 20 januari 1926  | O          |